# Иоффе, Борис
Бори́с Ио́ффе (также Йоффе; нем. Boris Yoffe; род. 21 декабря 1968, Ленинград) — немецкий композитор, скрипач, альтист, дирижёр, музыкальный писатель и публицист.

## Биография
Уроки скрипки начал брать в 8 лет, композиции — в 10-летнем возрасте (детская музыкальная школа № 11, класс Ж. Л. Металлиди). Затем поступил в училище при Ленинградской консерватории по классу скрипки, теоретические дисциплины изучал у Адама Стратиевского. После его окончания и службы в советской армии (в 1990 году) выехал в Израиль. С отличием закончил Музыкальную академию в Тель-Авиве (1995) по классу композиции. С 1997 учился у Вольфганга Рима в Карлсруэ, который очень высоко оценил своего ученика.

Борис Йоффе, изучавший у меня композицию, является, без сомнения, одним из самых одарённых и своеобразных композиторов его поколения. Его работы выделяются необычной концентрированностью. Он обладает исключительным чувством звука, но не в смысле популистского украшательства, а исходящим из линии. Сегодня это особенно редко. Помимо композиторской деятельности Йоффе — высоко чувствительный инструменталист и глубокий теоретик…— Вольфганг Рим
Живёт в Германии (Карлсруэ). Жена — пианистка Анжела Иоффе (род. 1969), три дочери (и старший сын от предыдущего брака).

## Творчество
Характерным для этого автора является отождествление эстетического, художественного переживания и непосредственного рационального опыта, которые он воспринимает как технику создания новой экзистенциальной реальности. Борис Иоффе — автор множества камерных и вокальных сочинений (на тексты Джона Донна, Р. М. Рильке, Роберта Фроста, Андрея Платонова, Осипа Мандельштама), опер «История о рабби и его сыне» (2003), «Эстер» (2006, по трагедии Расина «Эсфирь»). Его «Книга квартетов», своеобразный (почти бесконечный) сборник коротких афористических «моментов вечности» получила высокую оценку Вольфганга Рима. Вот что говорит о своей крупнейшей работе сам автор:

Первую страницу Книги квартетов я написал в 1995 году; одна пьеса, потом ещё несколько в подобной фактуре и приблизительно такой же длины, — я решил написать цикл примерно из двадцати пьес («Книгу квартетов»). Пьесы были закончены, но меня не оставляло ощущение, что этот путь ведет к чему-то действительно живому, прекрасному. Я подумал о годовом цикле из трехсот шестидесяти пяти пьес; на эту работу ушло года три, и я не заметил, как перешёл «рубеж» 365 (пьесы не нумерованы, да и вообще я не склонен наделять значением числа).
При всей любви к теоретизированию я ничего не могу сказать о своей Книге квартетов. Работа над ней требует участия интуиции и подсознания не в меньшей мере, чем трезвого ума, поэтому для меня невозможно увидеть её со стороны.
С мнением автора согласна и скрипачка Патриция Копачинская, не раз исполнявшая отдельные части из этого произведения: «Книга квартетов Бориса Йоффе — это единственное в своем роде духовное пространство для исповеди, медитации, мистического переживания и высочайшей концентрации вчетвером. Ее невозможно сравнить ни с какой другой музыкой; больше нигде я не встречала подобной поэзии и чистоты»…
Верный объявленному принципу «интуиции и подсознания», из современных композиторов Борис Йоффе выделяет для себя такие парадоксально различные ориентиры, как Галина Уствольская, Мортон Фельдман и Юрий Ханон:512.

## Исполнители
Камерные произведения Бориса Йоффе исполняли Патриция Копачинская, Соль Габетта, Константин Лифшиц (Иоффе также играл с ними в ансамбле как альтист), Хиллиард-ансамбль, Rosamunde Quartett и многие другие известные исполнители Европы и Израиля.
В 2017 году в Германии состоялась премьера кантаты «Мадам Ленин» по одноимённой пьесе Велимира Хлебникова.

## Литературное творчество
Борис Йоффе автор двух крупных монографий и большого числа музыкально-теоретических и эстетико-философских эссе, большая часть из которых опубликована на различных интернет-ресурсах и находится свободном доступе. Стиль этих работ разительно отличается от того, который принят в профессиональной среде. По мнению коллег, работы Бориса Йоффе безусловно выделяются на фоне обычной музыковедческой литературы, прежде всего, своей живостью, полемическим характером — и удобочитаемостью. Для него совершенно не характерны общепринятые черты, свойственные для узко-профессиональных работ. Так, автор не боится прямо выражать свое, часто субъективное, видение предмета; не пытается сглаживать острые углы, опасаясь возможной критики, и избегает напускной сложности, создающей видимость сугубой научности. В первую очередь он владеет редким умением: писать о музыке живо и интересно (притом, в основном, о музыке неизвестной или малоизвестной).
Как правило, предметом его исследований выступает музыка XX века. Только малая часть произведений, о которых идет речь в его книгах, доступна сегодня в записях, — и всё же, чтение увлекает. Борис Йоффе находит нестандартные выражения и образы, словно бы воссоздающие звучание неизвестной читателю музыки и пробуждающие желание действительно услышать описанные произведения. В этом и основная заслуга его книг: речь идет не только и не столько об узких вопросах музыки, интересных только в среде коллег; основное намерение автора — пробудить интерес читателя не к теории или истории вопроса, но — к самой музыке… С этой точки зрения работы Бориса Йоффе можно причислить к популяризаторской и просветительской части музыковедения, находящейся на стыке между теорией музыки, философией и психологией.

## Премии
- Премия Баварской Академии художеств (2000).

## Теоретические статьи и эссе
- «Моцарт и основной вопрос философии»
- «Тотальная классификация цитат» (к вопросу освоения чужого в музыке)
- «О вреде нотного письма»
- «Карменная Мистерия» (опера Кармен и жертва в музыке)
- «Един, — да не один» (о заимствованиях в живописи)
- «Чёрный лес Грюневальда» (эстетико-философское эссе)
- «Смерть и зло» (музыкально-философское эссе)
- Памяти Михаила Суворова
- «Вверх по лестнице, ведущей вниз» (черновик исповеди)